# Telang Kuning
Telang Kuning is een bestuurslaag in het regentschap Muko-Muko van de provincie Bengkulu, Indonesië. Telang Kuning telt 875 inwoners (volkstelling 2010).